# Mese 'e settembre/Ninna nanna
Mese 'e settembre/Ninna nanna è un singolo di Domenico Modugno pubblicato nel 1959.

## Descrizione
Come il precedente, anche questo disco fu pubblicato da una sottoetichetta della RCA Italiana, la RCA Camden, e riutilizza due registrazioni effettuate dal cantautore nel 1954 e già pubblicate, all'epoca, su 78 giri: per sfruttare il successo che Modugno, passato alla Fonit, aveva ottenuto, la vecchia casa discografica effettuò alcune ristampe del vecchio materiale, sia su 45 giri che su LP, e questo disco rientra tra queste.
Il primo brano ha il testo scritto da Riccardo Pazzaglia e la musica da Modugno, mentre il secondo fu frutto di una rielaborazione di Modugno e Franco Nebbia.

## I brani

### Mese 'e settembre
Canzone d'amore che venne reincisa da Modugno per la Fonit, ed inserita come lato B di Nel blu dipinto di blu.

### Ninna nanna
La canzone è tratta dal film "Carica eroica" di De Robertis, dovendo interpretare il ruolo di un soldato siciliano che deve far dormire un bambino, Modugno cantò una canzone popolare di San Pietro Vernotico, Ninna nanna che, rielaborata, è la canzone che si trova sul lato B di questo disco, e che Modugno aveva già eseguito varie volte in trasmissioni radiofoniche, ottenendo anche l'apprezzamento di Frank Sinatra.
Infatti nel maggio 1953 Sinatra è ospite di una puntata di Radioscrigno, programma radiofonico condotto da Guido Notari, durante il quale Modugno esegue Ninna nanna, che viene molto apprezzata dal cantante statunitense, che chiede una registrazione della canzone.
Come La cicoria, anche Ninna nanna riprende alcune tematiche popolari sia nella musica che nel testo (che, nel tentare di convincere il bimbo a dormire cita elementi del folklore contadino del sud, come ad esempio lu mammone), è cantata nel dialetto di San Pietro Vernotico che, in alcune espressioni, ricorda il siculo, la canzone inizia:
dormi dormi nun chiangiri, ninna nanna...»
e che fu per questo motivo una delle cause dell'equivoco sul Modugno siciliano.